# Ptolemaios 1. af Ægypten
 For alternative betydninger, se Ptolemæus (flertydig). (Se også artikler, som begynder med Ptolemæus)
Ptolemaios 1. Soter (ca. 367-283/2 f.Kr.), også kendt som Ptolemaios Lagidae, var søn af Arsinoe og den makedonske adelsmand Lagus. Han kaldes, allerede fra barnsben af, for en tæt ven af Alexander den Store (visse kilder hævder endog, at han var hans halvbror). Men da han er nogle år ældre, kan han også have været en form for rådgiver. Som voksen bliver han en af Alexander den Stores vigtigste generaler og i 330 f. Kr., udpeges han til én af de syv livvagter for kongen. Han gifter sig ved massebrylluppet i Susa 324 f.Kr. med den persiske prinsesse Artakama, efter rådgivning fra Alexander.
Da Alexander den Store dør i 323 f.Kr. efterfølger Ptolemaios 1. ham som satrap, en form for guvernør i Egypten. Han bliver dermed den første regent i det ptolemaiske dynasti. I de efterfølgende år udkæmper Ptolemaios 1. utallige kampe mod andre af Alexander den Stores generaler. Han besætter Syrien ikke mindre end fire gange, indgår alliancer på kryds og tværs og er i flere omgange i krig om Cypern. I alt ligger han i krig i mere end 40 år.
Han får i alt seks børn og gifter sig flere gange. Det vides ikke præcis hvor mange gange han indgår ægteskab, da nogle af hans hustruer er nævnt en enkelt gang, for derefter at ”falde ud” af historien. Men han kan, have haft op til fire koner.
Først i 305 f. Kr. tager han titel som konge af Egypten og vinder desuden samme år tilnavnet Soter (frelseren), da han sender en større assistance til Rhodos, der er belejret af Demetrios Poliorketes.
Én af Ptolemaios 1. største bedrifter var skabelsen af det berømte akademi Museion og det tilknyttede bibliotek i Alexandria, hvor han efter sigende samlede al datidens viden. Begge institutioner blev først fuldt udviklet under hans søn Ptolemaios 2., der inviterede datidens lærde til at komme og undervise i Alexandria. Alligevel må Ptolemaios 1. siges at være en stor støtte for byens intellektuelle miljø. Han var desuden en ivrig brevskriver og skattede denne udveksling højt. Ydermere skrev han en biografi om Alexander den Store, der siges at have været fuldstændig objektiv. Det kan dog tænkes, han har overvurderet sin egen rolle, desværre er det umuligt at vurdere, da bogen i dag er gået tabt. Ptolemaios 1. dør 283 f.Kr. i en alder af 84 år og efterfølges på tronen af sin søn Ptolemaios 2. der i et par år var havde været sin fars medregent.